# Verbandsgemeinde Kandel
Die Verbandsgemeinde Kandel ist eine Gebietskörperschaft im Landkreis Germersheim in Rheinland-Pfalz. Der Verbandsgemeinde gehören sieben Ortsgemeinden an, der Verwaltungssitz ist in der Stadt Kandel. Die Verbandsgemeinde entstand bei der Verwaltungsreform im Jahre 1972 und liegt in der Südpfalz.

## Verbandsangehörige Gemeinden
| Ortsgemeinde, Stadt     | Fläche (km²) | Einwohner |
| ----------------------- | ------------ | --------- |
| Erlenbach bei Kandel    | 5,47         | 719       |
| Freckenfeld             | 11,13        | 1.577     |
| Kandel, Stadt           | 26,64        | 9.400     |
| Minfeld                 | 8,41         | 1.708     |
| Steinweiler             | 11,88        | 1.977     |
| Vollmersweiler          | 2,18         | 211       |
| Winden                  | 3,21         | 1.102     |
| Verbandsgemeinde Kandel | 68,92        | 16.694    |

(Einwohner am 31. Dezember 2023)

## Bevölkerungsentwicklung
Die Entwicklung der Einwohnerzahl bezogen auf das Gebiet der heutigen Verbandsgemeinde Kandel; die Werte von 1871 bis 1987 beruhen auf Volkszählungen:
| Jahr | Einwohner |
| 1815 | 9.354     |
| 1835 | 10.052    |
| 1871 | 8.756     |
| 1905 | 8.914     |
| 1939 | 10.146    |
| 1950 | 10.346    |

| Jahr | Einwohner |
| 1961 | 10.993    |
| 1970 | 12.228    |
| 1987 | 13.668    |
| 1997 | 14.811    |
| 2005 | 15.391    |
| 2023 | 16.694    |

## Politik

### Verbandsgemeinderat
Der Verbandsgemeinderat Kandel besteht aus 32 ehrenamtlichen Ratsmitgliedern, die bei der Kommunalwahl am 9. Juni 2024 in einer personalisierten Verhältniswahl gewählt wurden, und dem hauptamtlichen Bürgermeister als Vorsitzendem.
Die Sitzverteilung im Verbandsgemeinderat:
| Wahl | SPD | CDU | Grüne | AfD | FDP | Linke | FWG | Gesamt   |
| ---- | --- | --- | ----- | --- | --- | ----- | --- | -------- |
| 2024 | 8   | 11  | 3     | –   | 2   | –     | 8   | 32 Sitze |
| 2019 | 9   | 9   | 5     | 2   | 2   | 1     | 4   | 32 Sitze |
| 2014 | 12  | 11  | 3     | –   | 1   | 1     | 4   | 32 Sitze |
| 2009 | 12  | 10  | 3     | –   | 2   | –     | 5   | 32 Sitze |
| 2004 | 11  | 11  | 3     | –   | 3   | –     | 4   | 32 Sitze |

- FWG = Freie Wählergruppe Verbandsgemeinde Kandel e. V.

### Bürgermeister
Bürgermeister der Verbandsgemeinde Kandel ist Mike Schönlaub (SPD). Sein Vorgänger Volker Poß (SPD) wurde bei der Direktwahl am 25. September 2016 mit einem Stimmenanteil von 54,5 % für weitere acht Jahre in seinem Amt bestätigt.
Frühere Bürgermeister
- 1972–1981: Oskar Böhm (SPD)[6]
- 1981–2009: Günther Tielebörger (SPD)
- 2009–2025: Volker Poß (SPD)[7][8]

### Wappen
| Wappen der Verbandsgemeinde Kandel | Blasonierung: „In von Silber und Blau gespaltenem Schildbord, von Blau und Silber gespalten, rechts ein gestürztes silbernes Schwert mit goldenem Knauf, oben rechts bewinkelt von einem sechsstrahligen goldenen Stern, links eine grüne Eichel mit zwei grünen Eichenblättern.“ |
| Wappen der Verbandsgemeinde Kandel | Wappenbegründung: Das Wappen wurde 1985 von der Bezirksregierung Neustadt genehmigt. Das Schwert und der Stern wurde dem Wappen der Stadt Kandel, dem Sitz der Verbandsgemeinde, entnommen und die Eichel symbolisiert den Wald auf dem gesamten Gebiet.                          |